# ليندن تشايلز
ليندن تشايلز (بالإنجليزية: Linden Chiles)‏ هو ممثل أمريكي، ولد في 22 مارس 1933 بسانت لويس في الولايات المتحدة، وتوفي في 15 مايو 2013 في الولايات المتحدة.

## أعمال

### مسلسلات
- الرجل الأخضر الخارق
- بيفرلي هيلز 90210
- جاغ
- دالاس
- ديناستي

## وصلات خارجية
- ليندن تشايلز على موقع IMDb (الإنجليزية)
- ليندن تشايلز على موقع ألو سيني (الفرنسية)
- ليندن تشايلز على موقع أول موفي (الإنجليزية)
- ليندن تشايلز على موقع قاعدة بيانات الأفلام السويدية (السويدية)
- ليندن تشايلز على موقع قاعدة بيانات الفيلم (الإنجليزية)
- ليندن تشايلز على موقع كينوبويسك (الروسية)